# Ambassade du Kirghizistan en Belgique
L'ambassade du Kirghizistan en Belgique est la représentation diplomatique de la république kirghize auprès de la Belgique. Elle est située 47, rue de l'Abbaye à Ixelles, dans la région de Bruxelles-Capitale. Son ambassadeur est, depuis le 6 mars 2019, Muktar Djumaliev.

## Ambassadeurs du Kirghizistan en Belgique
| De            | À             | Ambassadeur                      | Résidence            |
| ------------- | ------------- | -------------------------------- | -------------------- |
| Mars 2019     | Novembre 2022 | Djoumaliev Mouktar Kabylbekovich | Résident à Bruxelles |
| Novembre 2022 | auj.          | Aidit Erkin                      | Résident à Bruxelles |

## Histoire
Avant la création de l'ambassade du Kirghizistan en France en septembre 2020, c'était l'ambassade du Kirghizistan en Belgique qui représentait la délégation pour la France.